# A-836,339
El A-836,339 es un fármaco desarrollado por Abbott Laboratories, que actúa como un agonista completo potente de los receptores cannabinoides. Es selectivo para el receptor CB2, con valores de Ki de 0,64 nM en CB2 frente a 270 nM en el receptor cannabinoide de tipo 1 (el receptor psicoactivo). No obstante, aunque presenta efectos analgésicos, antiinflamatorios y anti-hiperalgésicos selectivos a dosis bajas, su alta eficacia en ambos receptores provoca la aparición de efectos típicos del cannabis a dosis más altas, a pesar de su baja afinidad de unión por el receptor cannabinoide de tipo 1.
En 2012, A-836,339 fue detectado mediante cristalografía de rayos X en un "producto dudoso" vendido en Japón. Aunque el producto fue descrito como un polvo blanco y no como incienso de hierbas, se sugirió que estaba destinado al consumo humano.